# Tibiaster
Tibiaster là một chi nhện trong họ Linyphiidae.